# 明亮镇
明亮镇，是中华人民共和国广西壮族自治区南宁市上林县下辖的一个乡镇级行政单位。

## 行政区划
明亮镇下辖以下地区：
亭亮社区、江林村、塘隆村、溯浪村、罗勘村、甘六村、九龙村、万古村和三黎村。